# Сумский Посад
Су́мский Поса́д (Су́ма, Су́мский остро́г) — село на юго-востоке Беломорского района Республики Карелия, административный центр Сумпосадского сельского поселения, памятник истории.

## Общие сведения
Расположено на реке Сума в 3,5 км от Онежской губы (Поморский берег), в 43 км к юго-востоку от Беломорска и в 280 км к северу от Петрозаводска.
Железнодорожная станция на линии «Беломорск — Обозерская».

## История
Селение Сумское Новгородской республики было основано в 1436 году новгородскими переселенцами. Является одним из самых древних поморских поселений. Жители села занимались рыболовством, судостроением, солеварением.
Принадлежало Марфе Борецкой (Марфе-посаднице). В 1452 году Марфа Борецкая передала село во владение Соловецкому монастырю.
В 1576 году в ходе Ливонской войны село было значительно разорено и сожжено. Для защиты земель от дальнейших набегов монастырь построил крепость в селе. Местные крестьяне помимо прочего отныне несли и воинскую повинность. В 1613 году острог подвергался осаде литовско-казацкого грабительского отряда, но не был взят.
В 1704 году Сумский острог был приписан к Олонецким горным заводам. Часть населения обязали покинуть село для исполнения заводской повинности. Вмешательство Соловецкого архимандрита позволило вернуть жителей на родную землю.
Сенатским указом от 12(24) июля 1806 года (по другим данным в 1803 году) селение Сумское преобразовано в посад.
В 1825 году согласно указу Александра I «О упразднении в городах Коле и Мезени таможенных застав и о учреждении надзирательского поста в Сумском Посаде» от 28 августа 1825 г. в Сумском Посаде открыт таможенный пост, в 1913 году преобразованный в Сумскую таможенную заставу, в 1916 году она была упразднена.
В 1838 году в селе было открыто первое в Поморье приходское двухклассное училище. С 1868 года при нём открыли мореходный класс, подготовивший многих известных капитанов, в частности, уроженца села, известного полярника Владимира Воронина.
В 1870 году село посетил великий князь Алексей Александрович, позже в память о своём посещении приславший в дар мореходную лодку, которая ныне является историческим памятником, охраняющимся государством. Среди архитектурных памятников — амбар Соловецкого монастыря постройки 1757 года, рыбный двухъярусный амбар (вторая половина XIX века), дом № 79 (конец XIX века). От Сумского острога сохранились только часть стены и восьмиугольная воротная башня с шатровым верхом. В 1930-е годы они были перевезены в подмосковный музей, а в 70-е восстановлены в музее в Коломенском. В самом селе сохранились следы рвов и валов. Место, где располагался Сумский острог, охраняется государством.
В июле 1917 г. в Сумпосаде начала действовать Сумская городская дума, в 1918 году в Сумском посаде вместо думы был образован Сумский городской Совет, по распоряжению коменданта Сорокского военного района Временного правительства Северной области совет был упразднен 1 сентября 1918 г. и в Сумском посаде была восстановлена городская дума, в январе 1919 г. состоялись выборы гласных в Сумскую городскую думу, которая действовала до восстановления советской власти в марте 1920 г..
В 1920 г. Сумский посад был передан из Кемского уезда в состав Онежского уезда, декретом ВЦИК от 30 апреля 1923 г. Сумский посад включен в состав Кемского уезда Карельской Трудовой Коммуны.
До 1930-х годов в селе были каменная Никольская церковь (1693), деревянная Успенская церковь (1768) и деревянная шатровая колокольня. В 90-е годы была вновь воссоздана церковная община. В старинном доме купцов Шуттиевых прихожане обустроили домовую церковь в честь Покрова Пресвятой Богородицы.
В ноябре 2005 года было определено место, установлен памятный крест (ранее здесь стоял гостиничный корпус Соловецкого подворья, где останавливались паломники) а в 2013 году сооружена деревянная церковь в честь преподобного Елисея Сумского, соловецкого чудотворца, — первый и единственный храм в России в его честь.
Сохраняется братская могила советских воинов, погибших в годы Советско-финской войны (1941—1944). В могиле захоронено 147 советских воинов. В 1960-е годы на могиле была установлена скульптура скорбящего воина.

## Население
| 2002 | 2009 | 2010 | 2013 |
| ---- | ---- | ---- | ---- |
| 979  | ↘966 | ↘718 | ↘662 |

## Улицы

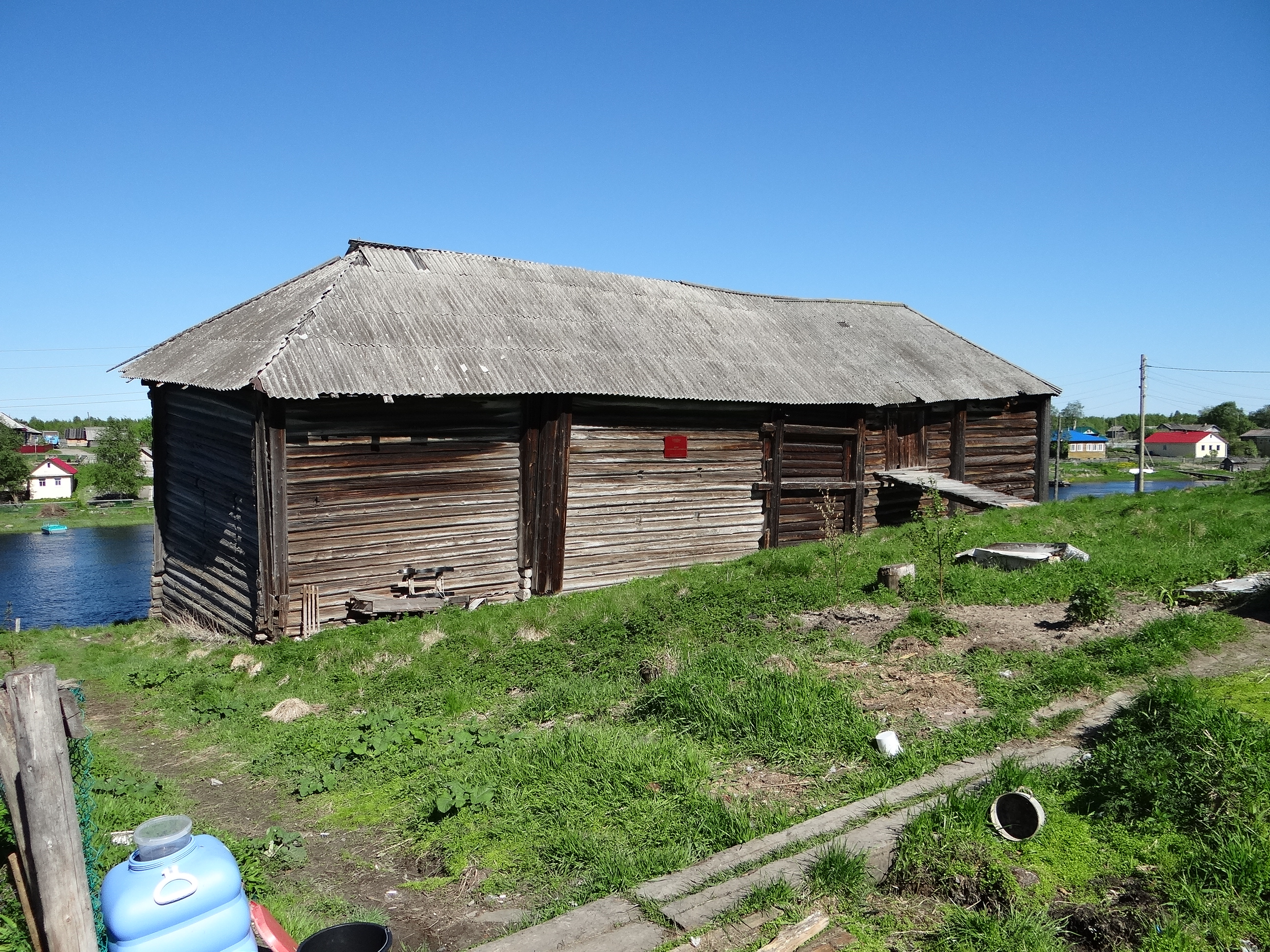
Амбар Соловецкого монастыря.

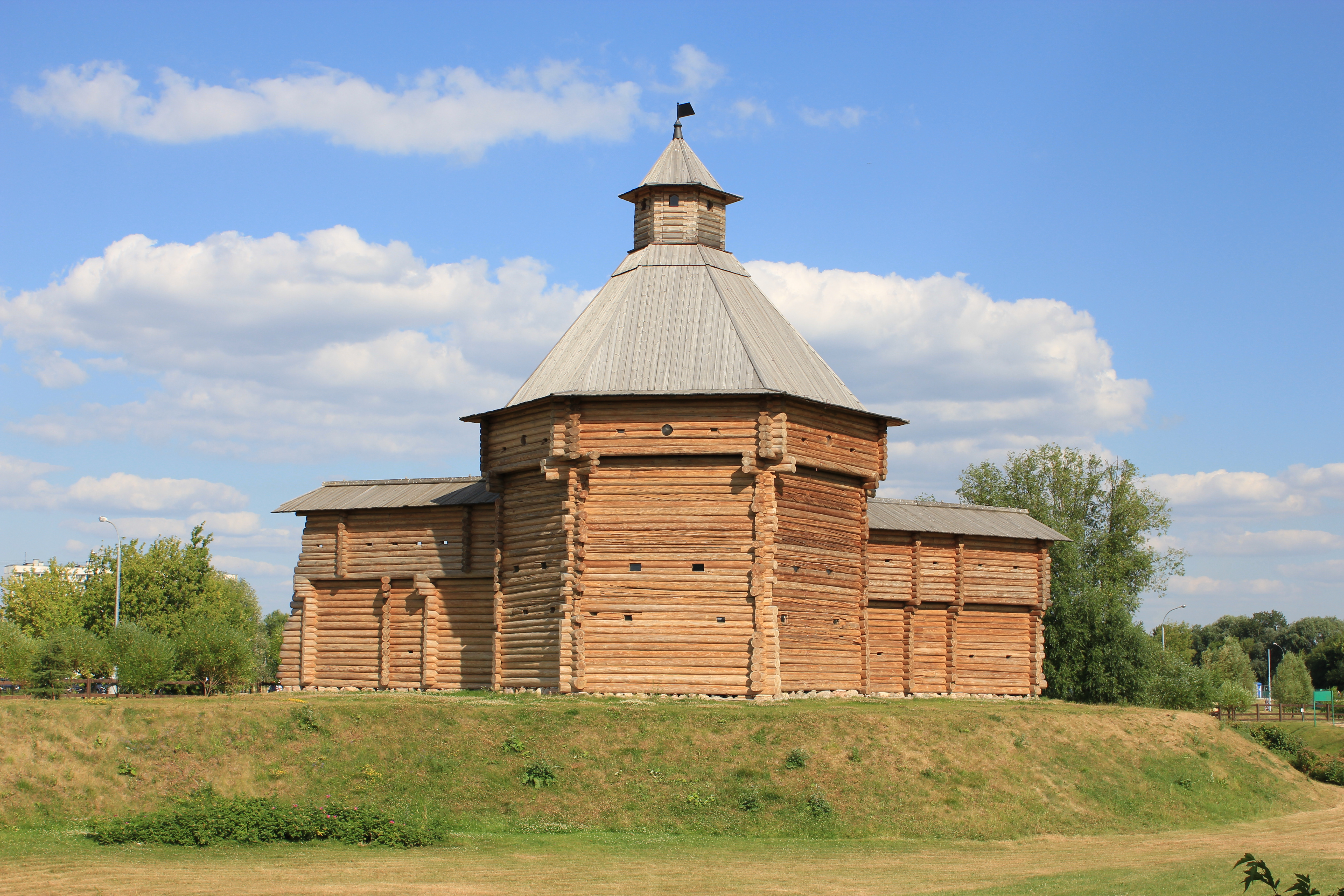
Моховая башня Сумского острога. Срублена в 1680-х годах. В 1931 году перевезена в Коломенское.

- ул. Заречная
- ул. Лесная
- ул. Лесобиржа
- ул. Луговая
- ул. Набережная
- ул. Светлая
- ул. Советская
- ул. Черноручейская
- ул. Школьная

## Известные уроженцы
- https://ru.m.wikipedia.org/wiki/%D0%95%D0%BB%D0%B8%D1%81%D0%B5%D0%B9_%D0%A1%D1%83%D0%BC%D1%81%D0%BA%D0%B8%D0%B9
- В. И. Воронин — известный советский полярный капитан ледокольного флота.
- И. М. Дуров (1894—1938) — этнограф, краевед[14].
- Ф. Н. Свиньин — известный народный сказитель-сказочник.
- Л. В. Варламова — известный художник.[источник не указан 2678 дней]